# Svartsippa
Svartsippa (Pulsatilla pratensis subsp. nigricans) är en omstridd underart till arten fältsippa i släktet pulsatillor och familjen ranunkelväxter. Den anges som en självständig underart i Catalogue of Life, medan Plants of the World Online behandlar den som en synonym till underarten P. pratensis subsp. pratensis. I svenska Artdatabanken anges överhuvudtaget inga underarter till fältsippan.

## Beskrivning
Svartsippan har mörkare blommor än nominatformen. Den har hängande mörka violetta blommor och blir ca 20 cm hög. Växten blommar i juni.

## Utbredning
Underarten förekommer från Danmark och sydöstra Norge i väster till Österrike och Ungern i söder och Baltikum i öster. Den förekommer även i Sverige, bland annat på Gotland.